# Netomocera desaegeri
Netomocera desaegeri (лат.) — вид паразитических наездников из семейства Pteromalidae (Chalcidoidea) отряда перепончатокрылые насекомые, в составе подсемейства Diparinae. Африка (Габон, Гамбия, Демократическая Республика Конго, Зимбабве, Кения, Малави, Танзания, Того, Уганда, ЮАР).

## Описание
Мелкие хальцидоидные наездники с коренастым телом. Длина самок от 1,50 до 2,75 мм (самцы от 0,90 до 1,75 мм). Основная окраска чёрная, ноги и усики буроватые. Отличаются матовой дорсальной поверхностью мезонотума, чёрной головой со светло-голубоватым и голубовато-зелёным металлическим отблеском и частично беловатым скапусом. Формула члеников усиков: 1-1-1-7-3. Жгутик усика самок булавовидный с асимметричной булавой, самцы имеют длинные нитевидные антенны, без дифференцированной булавы, и оба пола обладают широким субквадратным петиолем. Самки макроптерные, самцы всегда макроптерные. Оба пола имеют крупный первый тергит, занимающий как минимум половину длины брюшка. Хозяева неизвестны, предположительно ими являются личинки насекомых.

## Систематика
Вид Netomocera был впервые описан в 2019 году румынским энтомологом Mircea-Dan Mitroiu («Alexandru Ioan Cuza» University of Iași, Faculty of Biology, Яссы, Румыния). Видовое название N. desaegeri дано в честь Henri De Saeger, собравшего типовую серию во время своей экспедиции в Бельгийское Конго (Экваториальная Африка).